# Túathal Máelgarb
Túathal Máelgarb (fl. VI secolo) era figlio di Cormac Cáech e nipote di Coirpre mac Néill e quindi pronipote di Niall Noigiallach e membro degli Uí Néill.
È il primo uomo esplicitamente indicato negli Annali dell'Ulster come re di Tara. Sarebbe stato ucciso nel 544  a Grellach Allta da Mael Mórda e a lui succedette Diarmait figlio di Cerball. Non è chiaro quando Diarmait mac Cerbaill succedette a lui, ma comunque prima del 549. 